# El mercado de esclavos
El mercado de esclavos (en francés: Le Marché d'esclaves) es una pintura del pintor francés Jean-Léon Gérôme. Realizada hacia 1866, se trata de una pintura al óleo sobre lienzo de 84,8 cm por 63,5 cm. Representa la elección de una concubina en el mercado árabe. La pintura se exhibe en el Instituto de Arte Clark.

## Historia
En 1844, en París, Jean-Léon Gérôme se convirtió en alumno de Charles Gleyre (1806-1874). Los estudiantes de Gleyre incluyeron a Monet, Renoir, Bazille y Whistler. La simpatía de Gleyre por Fidias y Rafael parecía anticuada ya en aquella época, pero sus alumnos la utilizaron al pintar escenas históricas, bíblicas y mitológicas. En particular, Gérôme visitó Oriente Próximo varias veces y era muy consciente de que oficialmente el comercio de esclavos en el Imperio Otomano durante el período Tanzimat estaba ya seriamente limitado, debido a la presión de los aliados europeos de los turcos. Sin embargo, la obra de Gérôme contiene una escena reciente en la época en que la pintó.
El cuadro fue comprado por Adolphe Goupil el 23 de agosto de 1866 y se expuso en el Salón de París en 1867. La obra fue comprada y vendida varias veces hasta que fue adquirida por Robert Sterling Clark en 1930. Desde 1955 forma parte de la colección del instituto de arte.

## Descripción

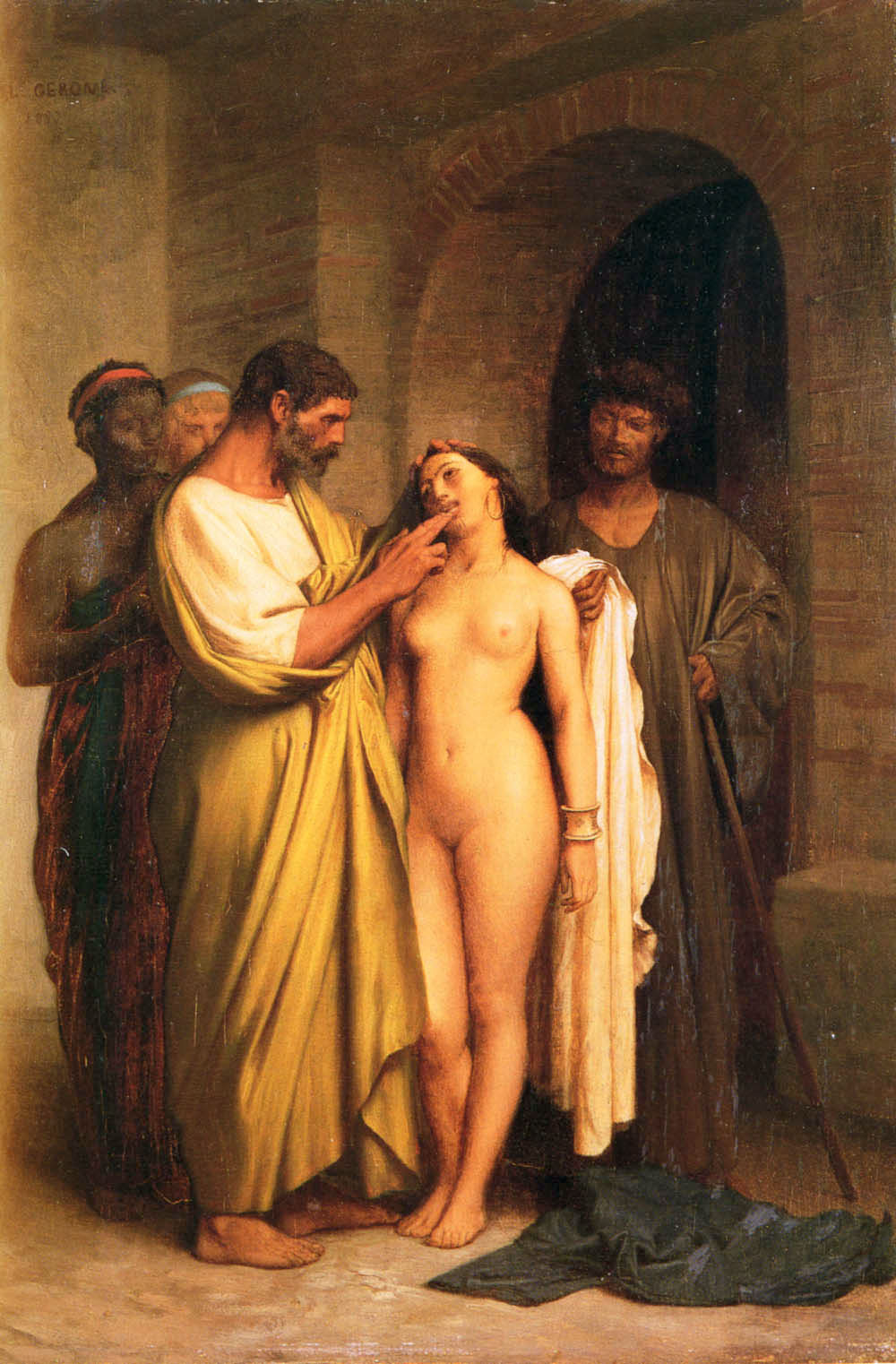
La obra Compra de una esclava, de 1857, creada diez años antes que El mercado de esclavos.

La pintura presenta un entorno no específico de Oriente Próximo o del norte de África, una esquina de un patio público, en el que un hombre inspecciona los dientes de una esclava desnuda. Detrás, al fondo se puede ver a otros compradores evaluando a un joven negro igualmente desnudado. Maxime Du Camp, que había trabajado extensamente en Oriente Próximo, reseñó la pintura expuesta en el Salón de 1867. Ubicó la escena en el mercado de esclavos de El Cairo y describió la pintura como "una escena hecha en el lugar". Describió a la mujer en venta como "una abisinia" y llamó al vendedor "un bandido acostumbrado a todo tipo de secuestros". Según él, la pobre muchacha que está allí de pie aparece "sumisa, humilde y resignada".
Algunas de las primeras representaciones de la trata de esclavos realizadas por Gérôme una década antes, están ambientadas en el mundo clásico. De hecho, había pintado una escena muy similar en 1857, titulada Compra de una esclava, ambientada en el mundo griego o romano, en la que las diferencias étnicas entre el comprador, el vendedor y la esclava no son tan evidentes.

## Uso político
En 2019, el partido político de derecha Alternativa para Alemania utilizó el cuadro para un anuncio político en el período previo a las elecciones europeas de 2019. La reimpresión fue acompañada por los lemas "¡Europeos, votad por AfD!" o "¡Para que Europa no se convierta en Eurabia!". Deutsche Welle informó que la pintura había sido utilizada con intenciones racistas, ya que representaba sugestivamente a hombres de piel oscura y barba con turbantes "examinando los dientes de una mujer blanca desnuda". El Instituto de Arte Americano denunció duramente a la AfD por este uso de la obra.

## Parodia

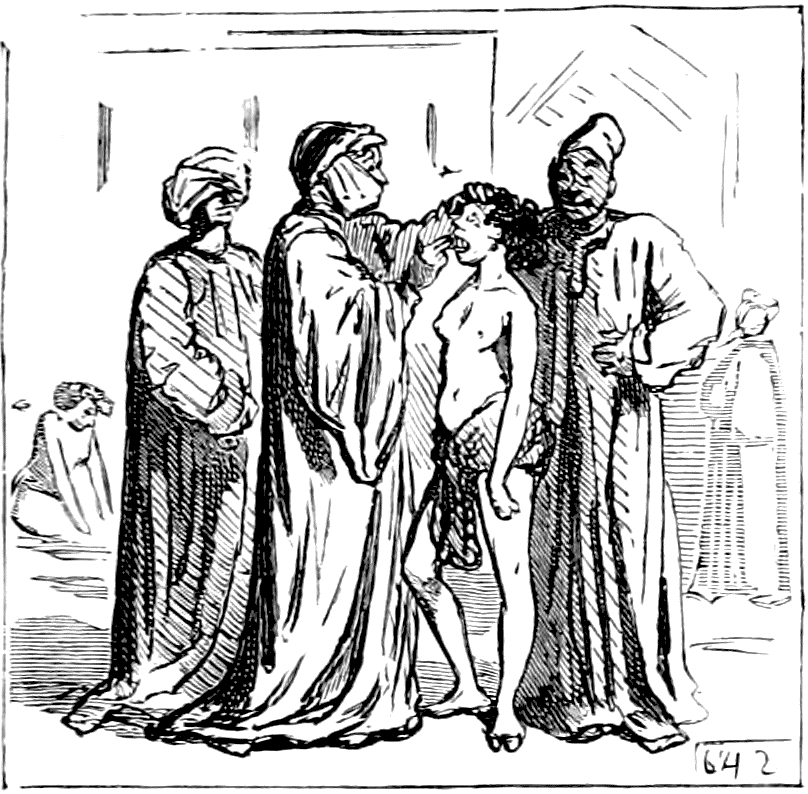
La caricatura de Cham que parodia la obra.

En 1867, el caricaturista Cham realizó una serie de caricaturas para el periódico Le Charivari que parodiaban los diversos lienzos expuestos en el Salón de ese año, entre ellos El mercado de esclavos. El título en francés dice: "Un árabe con dolor de muelas compra un esclavo para que mastique su cena" (Un Arabe qui a mal aux dents achète un esclave pour lui mâcher son dîner).